# Филимон (Ангелопулос-Айаннанитис)
Митрополи́т Филимо́н (греч. Μητροπολίτης Φιλήμων, в миру Фили́мон Ангело́пулос-Айаннани́тис, греч. Φιλήμων Αγγελόπουλος-Αγιαννανίτης; 30 сентября 1934, Лион, Франция — 3 августа 2012, Афины) — епископ Александрийской православной церкви, митрополит Кавасский (2003—2012).

## Биография
Закончил Патмосскую церковную школу. В 1964 году — Богословскую школу Фессалоникийского университета.
В 1955 году принял монашество в Пенделийской обители.
15 марта 1959 года митрополитом Этолийским Иерофеем (Параскевопулосом) рукоположён в диакона.
25 декабря 1960 года митрополитом Артским Игнатием (Цыгрисом) рукоположён во пресвитера с возведением в достоинство архимандрита.
В 1964 году перешёл в клир Пилусийскоймитрополии Александрийской Православной Церкви. Состоял священником Никольского храма в Ибрахимии; Преображенского храма в Порт-Саиде; Благовещенского храма в Александрии; настоятелем патриаршего монастыря святого Саввы в Александрии.
27 ноября 1979 года решением Священного Синода избран титулярным епископом Канопским, викарием Папы и Патриарха Александрийского и всей Африки, и настоятель Патриаршего Монастыря святого Георгия в Старом Каире.
2 декабря 1979 года в Патриаршем храме святого Саввы в Александрии хиротонисан в титулярного епископа Канопского. Хиротонию совершили: митрополит Пилусийский Варнава (Фотарас), митрополит Йоханнесбургский Павел (Лингрис) и митрополит Иринопольский Фрументий (Насиос).
В 1987 — 1990 годы служил викарием Карфагенской митрополии
13 января 1998 году возведён в достоинство митрополита с сохранением титула.
23 ноября 1999 года священный Синод учредил Дар-эс-Саламскую митрополию, правящим архиереем которой назначил Митрополита Филимона.
4 ноября 2000 года ушёл на покой.
С 14 марта 2003 года — титулярный митрополит Кавасский.
Скончался 3 августа 2012 года в Афинах после недолгой болезни. Заупокойная служба состоялась 7 августа на подворье Александрийского патриархата в Афинах.